# Pretty Cure Max Heart 2 - Amici per sempre
Pretty Cure Max Heart 2 - Amici per sempre (映画 ふたりはプリキュア ＭａｘＨｅａｒｔ２ 雪空のともだち?, Eiga Futari wa Purikyua Makkusu Hāto 2 Yukizora no tomodachi, lett. "Futari wa Pretty Cure Max Heart - Il film 2: Amici del cielo innevato") è un film del 2005 diretto da Junji Shimizu.
È il secondo film d'animazione tratto dal franchise Pretty Cure di Izumi Tōdō e il secondo relativo alla seconda serie Pretty Cure Max Heart.

## Trama
Durante un weekend in un impianto sciistico con Nagisa, Honoka e i loro amici, Hikari trova un uovo caduto dal cielo che, schiudendosi, libera un pulcino di una specie sconosciuta che decide di chiamare Hinata. Il Vecchio Saggio e Uta del Giardino delle Nuvole rivelano che esso è la nuova Fenice che attraverso il suo potere garantisce il calore al mondo e che loro hanno perso il suo uovo durante il tragitto verso il Giardino della Luce dove volevano farlo benedire dalla Regina della Luce. Poiché i malvagi Freezen e Frozen la vogliono eliminare e portare il gelo e le tenebre su tutto il mondo, le Pretty Cure e Luminous accettano di proteggere la Fenice, ma nell'impresa sorge qualche incomprensione tra le guerriere, che si trovano anche ad affrontarsi l'una contro l'altra sotto influsso maligno. Cure Black e Cure White tuttavia danno prova della loro solida amicizia liberandosi, e la Fenice, prima di terminare tutto il suo calore, dona loro la forma Super con cui riescono ad annientare Freezen e Frozen. Quando sembra che Hinata sia ormai morta, Shiny Luminous evoca i suoi poteri di Regina della Luce e, insieme agli altri presenti, le dona la sua benedizione e la sua energia, facendola trasformare nella vera Fenice in grado di riscaldare l'intero mondo.

## Personaggi esclusivi del film
Hinata (ひなた?, Hinata)
È un pulcino parlante della Fenice del Giardino delle Nuvole. Il suo uovo viene trovato nella neve da Hikari dopo che il Vecchio Saggio e Uta l'hanno perso sorvolando le montagne. L'uovo si schiude in braccio a Hikari e Hinata si affeziona subito alla ragazza, che decide di chiamarlo così perché "hinata" significa "pieno di sole", e il pulcino è molto caldo. Inizialmente trova antipatica Nagisa perché voleva chiamarlo Fido. Pollun e Lulun cercano di insegnargli a volare. Freezen e Frozen, che vogliono eliminarla, riescono a congelarla, ma in seguito dona la forma Super a Cure Black e Cure White per poter sconfiggere i due nemici. Quando sembra che sia ormai morta, Shiny Luminous evoca i suoi poteri di Regina della Luce e, insieme agli altri presenti, le dona la sua benedizione e la sua energia, facendola trasformare nella vera Fenice.
Vecchio Saggio (老師?, Rōshi)
È il Saggio del Giardino delle Nuvole e ha una lunga barba. Mentre sta portando, insieme a Uta, l'uovo della Fenice nel Giardino della Luce per farlo benedire dalla Regina della Luce, questo gli sfugge di mano e precipita tra le montagne, proprio dove Hikari, Nagisa e Honoka stanno trascorrendo un weekend con alcuni compagni di scuola.
Uta (ムタ?, Muta, Muta)
È uno dei tanti scoiattoli volanti che abitano il Giardino delle Nuvole. Insieme al Vecchio Saggio, stava portando l'uovo alla Regina della Luce, quando questo è caduto.
Freezen (フリーズン?, Furīzun) & Frozen (フローズン?, Furōzun)
Sono due amici (forse fratelli) malvagi che fanno parte dell'esercito delle tenebre di Dotsuku, e per questo usano Zakenna. Il loro obiettivo è distruggere l'uovo della Fenice in modo che questa non possa più portare calore nei mondi, gettandoli tutti nell'oscurità e nel freddo perenne. Il loro attacco è Tempesta Congelante (フリージング・ブリザード?, Furījingu Burizādo, Freezing Blizzard). Riescono a prendere il controllo di Cure Black e Cure White, congelando le loro menti e i loro sentimenti e facendole combattere l'una contro l'altra, ma le due ragazze riescono a liberarsi dal controllo malvagio. Si vantano di essere molto uniti e che, per questo, nessuno riuscirà mai a batterli, ma vengono sconfitti da Cure Black e Cure White che, dopo aver fatto pace e aver ricevuto i poteri della Fenice, li distruggono.

## Oggetti magici
Shiniel Baton (シャイニエールバトン?, Shainiēru Baton)
È una versione potenziata della Heartiel Baton di Shiny Luminous. L'ottiene quando riceve i poteri della Fenice e, unendoli ai propri, risveglia Hinata, facendola trasformare nella Fenice.

## Trasformazioni e attacchi
- Trasformazione (Super (スーパー?, Sūpā)): le Pretty Cure si trasformano in Super Pretty Cure grazie al potere della Fenice. I capelli si allungano e si aggiungono piume e ali sui costumi, che diventano più lunghi.

## Luoghi
Giardino delle Nuvole (雲の園?, Kumo no Sono)
È il luogo da cui provengono Hinata, Uta e il Vecchio Saggio. È situato sopra le nuvole ed è formato da tanti alberi altissimi, immersi nelle nuvole del cielo. Vi si giunge piantando un seme speciale per terra e pronunciando "gnokki gnokki, ro ro ro": questa formula fa crescere una pianta gigantesca che arriva fino alle nuvole. Per farla sparire, bisogna dire "gnokki gnokki, sparisci". A questo punto, dal seme si sviluppa una pianta altissima, che collega direttamente con il Giardino delle Nuvole, che non è facilmente localizzabile perché si sposta di continuo. È abitato da tantissimi scoiattoli volanti.

## Colonna sonora
| Nº | Titolo CD | Numero tracce | Data uscita      |
| -- | --- | ------------- | ---------------- |
| 1  | Gag 100-kaibun aishite kudasai (ギャグ１００回分愛してください?) | 5             | 23 novembre 2005 |
| 2  | Eiga Futari wa Pretty Cure Max Heart 2 - Yukizora no tomodachi - Original Soundtrack (映画 ふたりはプリキュア ＭａｘＨｅａｒｔ２ 雪空のともだち オリジナル・サウンドトラック?) | 36            | 22 dicembre 2005 |
| 3  | Precure eiga shudaika Collection (プリキュア映画主題歌コレクション?) | 20            | 16 febbraio 2011 |

### Sigle
La sigla originale di apertura è composta da Yasuo Kosugi con il testo di Kumiko Aoki, mentre quella di chiusura da Tsunku. La sigla italiana, invece, interpretata per Rai Trade con testo di Bruno Tibaldi, segue lo stesso arrangiamento della sigla di testa giapponese, sia in apertura che in chiusura.
Sigla di apertura
- DANZEN! Futari wa Pretty Cure (Ver. Max Heart) (ＤＡＮＺＥＮ！ふたりはプリキュア （Ｖｅｒ．ＭａｘＨｅａｒｔ）?), cantata da Mayumi Gojō

Sigla di chiusura
- Gag 100-kaibun aishite kudasai (ギャグ１００回分愛してください?), cantata dalle Berryz Kobo

Sigla di apertura e di chiusura italiana
- Pretty Cure Max Heart, versione italiana di DANZEN! Futari wa Pretty Cure (Ver. Max Heart), cantata da Giorgia Alissandri

## Distribuzione
Il film è stato proiettato per la prima volta nelle sale cinematografiche giapponesi il 10 dicembre 2005. Il VHS e il DVD sono usciti il 19 aprile 2006, mentre il Blu-ray il 18 marzo 2015.
In Italia i diritti sono stati acquistati dalla Rai, che lo ha trasmesso il 30 ottobre 2010 su Rai 2. Il doppiaggio è stato curato da La BiBi.it, la direzione del doppiaggio è di Paola Majano e i dialoghi italiani sono di Maria Teresa Bonavolontà.
È stato trasmesso in Spagna sul canale Clan TVE il 9 maggio 2009, doppiato da Soundub e con i nomi di alcuni personaggi, originariamente in inglese, tradotti. A Taiwan è uscito il 21 febbraio 2010 con il titolo Guāng zhīměi shàonǚ diànyǐng bǎn - fènghuáng chuánshuō (光之美少女電影版－鳳凰傳說S, lett. "Le Ragazze della Luce il film - La leggenda della Fenice").

## Accoglienza
L'incasso totale è di 570 milioni di yen circa.

## Altri adattamenti
Un adattamento manga del film, disegnato da Futago Kamikita, è stato pubblicato da Kōdansha il 25 novembre 2005 con ISBN 4-06-372099-3. Il 5 giugno 2015 è stato ristampato.